# Финал НБА
Финал НБА (англ. NBA Finals) — решающая серия игр на вылет до четырёх побед в плей-офф, выявляющая чемпиона НБА. Также с 1986 года в США распространено неофициальное название — Серия игр за звания клубного чемпиона мира (англ. NBA World Championship Series).
В этих играх встречаются победители финалов Западной и Восточной конференции. По окончании серии победители финала НБА получают Кубок Ларри О’Брайена (чемпион лиги с 1946 по 1977 годы получал Кубок Уолтера А. Брауна). Финалы НБА проходят регулярно в конце каждого сезона НБА и БАА, первый из которых состоялся в 1947 году.
С 1985 года победитель финала НБА определяется по формату до 4 побед в серии (2-3-2). Первые и последние две игры серии играют на арене команды, которая получила преимущество своей площадки, имея лучшие показатели в регулярном чемпионате.

## История

### 1947-56: Первые годы и начало династии «Лейкерс»
Первой династией НБА, положившей победные традиции, стал клуб «Миннеаполис Лейкерс». Команда, которой руководил Джон Кундла, впоследствии вошедший в Зал славы баскетбола, выиграла первые пять из шести титулов чемпиона. Главной звездой того «Лейкерс» был центровой Джордж Майкен, годы спустя ставший главной звездой лиги благодаря голосованию на официальном сайте НБА.

### 1957-69: Династия «Селтикс»
Следующей династией стал «Бостон Селтикс». В период с сезона 1956/57 по 1968/69 команда 12 раз выходила в финал и 11 раз побеждала в решающей серии игр до четырёх побед за 13 сезонов, выиграв все титулы чемпиона подряд с 1959 по 1966 год.

### 1970-79: Десятилетний паритет
В 1970-х не было заметного лидерства какой-либо команды лиги над другими, восемь выигрывали титул чемпиона НБА однократно. Лишь «Селтикс» и «Никс» побеждали дважды в чемпионате.
В 1970 году, в финале НБА, «Нью-Йорк Никс» пришлось играть с «Лос-Анджелес Лейкерс» В третий игре серии произошли события, ставшие одними из самых запоминающихся в истории лиги. За три секунды до конца матча, при счете 102:100 в пользу «Никс», Джерри Уэст забил мяч с расстояния 18 метров, со свой половины. В итоге команда из Нью-Йорка выиграла ту серию в овертайме седьмой игры, 4:3. Спустя два сезона «Лейкерс» снова вышли в финал решающий серии пост-сезона, где взяли убедительный реванш у «Никс» 4:1. Походу сезона Лос-Анджелес установил рекордную серию побед подряд в регулярном чемпионате, состоящую из 33 игр.
В 1974 году «Селтикс» вернули титул чемпиона.
В 1976 году впервые в своей истории вышли в финал «Финикс Санз». На восьмой год существования клуб второй раз вышел в плей-офф, заняв 3-е место в конференции (42-40) и преодолев сопротивления «Сиэтла» и «Голден Стэйта».
Другими чемпионами НБА от Западной конференции были «Портленд Трэйл Блэйзерс» в 1977 и «Сиэтл Суперсоникс» в 1979.

### 2011—2014: Становление «Хит»
Финал НБА 2011 стал повторением финала 2006 года. Тогда в серии до четырёх побед встретились «Майами Хит» и «Даллас Маверикс». Лидером и капитаном «Хит» был Дуэйн Уэйд, а также примкнувшие к нему летом как свободные агенты: Леброн Джеймс и Крис Бош. Лидерами «Маверикс» были Дирк Новицки и Джейсон Терри. «Маверикс» в шести играх серии победили «Хит», выиграв впервые в истории лиги титул чемпиона НБА. Самым ценным игроком финала был назван Дирк Новицки, в то время как Леброн Джеймс был подвергнут критике за свою игру в концовках четырёх последних игр серии.
В 2012 году «Майами Хит» снова вышли в финал, где им предстояло сразиться с «Оклахомой-Сити Тандер». Перед началом серии Леброн Джеймс был назван самым ценным игроком регулярного сезона в 3-й раз, а Кевин Дюрант самым результативным игроком сезона, тоже в 3-й раз. «Хит» победил в серии 4:1, а Джеймс стал самым ценным игроком финала.
В 2013 году «Майами Хит» в третий раз подряд вышли в финал НБА, где им предстояло сыграть с «Сан-Антонио Спёрс», ведомый Тони Паркером, Тимом Данканом и Ману Джинобили. «Хит» выиграли в 7 матче. Самым ярким моментом серии стал трёхочковый бросок Рэя Аллена в конце четвёртой четверти 6-го матча, который перевел игру в овертайм. Леброн Джеймс стал MVP финала.
В 2014 году «Майами Хит» в пятый раз вышли в финал НБА и четвёртый раз в течение четырёх лет, пытаясь выиграть чемпионат НБА в третий раз подряд. «Хит» закончили регулярный сезон с 54 победами и заняли первое место в Юго-восточном дивизионе. Майами победили «Шарлотт Бобкэтс» в первом раунде плей-офф в четырёх матчах, победили «Бруклин Нетс» в пяти играх во втором туре. В финале Восточной конференции «Хит» победили «Индиана Пэйсерс» в шести матчах. В финале «Хит» снова сыграли против «Сан-Антонио Спёрс». «Спёрс» закончили регулярный сезон с лучшим показателем побед/поражений, одержав 62 победы, и заняв первое место в Юго-Западном дивизионе. Сан-Антонио в первом раунде в семи матчах было сильнее «Даллас Маверикс», во втором раунде победили «Портленд Трэйл Блэйзерс» в пяти играх. В финале Западной конференции «Спёрс» выиграло у «Оклахома-Сити Тандер» в шести матчах. По итогам пяти матчей чемпионом стала команда «Сан-Антонио Спёрс» (4-1). Кавай Леонард стал самым ценным игроком финала. В первых двух матчах финала на его счету было по 9 очков, а в оставшихся трех в среднем он набирал по 23,7 очка с процентом реализации бросков с игры 68,5. В среднем по финалу Кавай Леонард атаковал с игры с процентом 61 и в среднем он набирал 17,8 очков

## Статистика финалов

### Наиболее часто встречающиеся команды
- 12 раз: Бостон Селтикс (9) vs. Миннеаполис / Лос-Анджелес Лейкерс (3)
- 6 раз: Миннеаполис / Лос-Анджелес Лейкерс (5) vs. Сиракьюс Нэшнлз/Филадельфия Севенти Сиксерс (1)
- 5 раз: Миннеаполис / Лос-Анджелес Лейкерс (3) vs. Нью-Йорк Никс (2)
- 4 раза: Бостон Селтикс (3) vs. Сент-Луис/Атланта Хокс (1)
- 4 раза: Голден Стэйт Уорриорз (3) vs. Кливленд Кавальерс (1)
- 3 раза: Детройт Пистонс (2) vs. Лос-Анджелес Лейкерс (1)
- 2 раза: Сиэтл Суперсоникс (1) vs. Вашингтон Буллетс/Уизардс (1)
- 2 раза: Бостон Селтикс (2) vs. Хьюстон Рокетс (0)
- 2 раза: Чикаго Буллз (2) vs. Юта Джаз (0)
- 2 раза: Майами Хит (1) vs. Даллас Маверикс (1)